# Notàrctids
Els notàrctids (Notharctidae) són una família extinta de primats primitius.

## Classificació
- Família Notharctidae
  - Subfamília Cercamoniinae
    - Gènere Anchomomys
    - Gènere Agerinia
    - Gènere Barnesia
    - Gènere Buxella
    - Gènere Djebelemur
    - Gènere Donrussellia
    - Gènere Europolemur
    - Gènere Mahgarita
    - Gènere Mazateronodon
    - Gènere Nievesia
    - Gènere Panobius
    - Gènere Periconodon
    - Gènere Pronycticebus

  - Subfamília Notharctinae
    - Gènere Cantius
    - Gènere Copelemur
    - Gènere Hesperolemur
    - Gènere Notharctus
    - Gènere Pelycodus
    - Gènere Smilodectes